# Chalixodytes
Chalixodytes es un género de peces de la familia Creediidae, del orden Perciformes. Este género marino fue descrito por primera vez en 1943 por Leonard Peter Schultz.

## Especies
Especies reconocidas del género:
- Chalixodytes chameleontoculis J. L. B. Smith,  1957
- Chalixodytes tauensis L. P. Schultz, 1943

### Lectura recomendada
- Hardy, J. D. Jr., 2003. Coral reef fish species. NOAA\National Oceanographic Data Center. NODC Coral Reef Data and Information Management System. Els Estats Units. 537 p. Pàg. 392.
- Nelson, J. S., 1985. On the interrelationships of the genera of Creediidae (Perciformes: Trachinoidei). Jap. J. Ichthyol. 32(3): 283-293.
- Nijssen, H., L. van Tuijl i I. J. H. Isbrücker, 1982. A catalogue of the type-specimens of Recent fishes in the Institute of Taxonomic Zoology (Zoölogisch Museum), University of Amsterdam, els Països Baixos. Verslagen en Technische Gegevens, Instituut voor Taxonomische Zoöogie, Universiteit van Amsterdam, núm. 33: 1-173.
- Rosa, I. L., 1995. Comparative osteology of the family Creediidae (Perciformes, Trachinoidei), with comments on the monophyly of the group. Iheringia Série Zoologia 78: 45-66.